# 마르셀 블로흐 항공기 회사
마르셀 블로흐 항공기 회사(Société des Avions Marcel Bloch)는 프랑스의 군용 및 민간 항공기 제조업체였다. 이 회사는 이전에 제1차 세계 대전 동안 주로 활동했던 초기 프랑스 항공기 제조업체인 항공학회(Société d'Études Aéronautiques)에서 중요한 역할을 했던 항공 설계자 마르셀 블로흐(Marcel Bloch, 따라서 항공기 명칭에서 "MB")에 의해 설립되었다.
제2차 세계 대전이 끝난 후 마르셀 블로흐는 그의 형제인 다리우스 폴 다쏘(Darius Paul Dassault)가 채택한 군용 별명을 기리기 위해 자신의 이름을 마르셀 다쏘(프랑스어로 "탱크"를 뜻하는 char d'assault)로 변경했다. 이에 따라 회사는 다쏘항공(Dassault Aviation)으로 브랜드를 변경하여 다쏘 미라지(Dassault Mirage) 전투기 시리즈 및 다쏘 팰컨(Dassault Falcon) 비즈니스 항공기 제품군과 같은 제트 추진 항공기의 저명한 제조업체가 되었다.